# 菲舍尔防御
菲舍尔防御（英語：Fischer Defense）是國際象棋開局王翼棄兵的一種，為鮑比·菲舍爾所發揚，走法為：
1.e4 e5 2.f4 exf4 3.Nf3 d6